# Полярус, Артём Игоревич
Артём И́горевич Полярус (укр. Артем Ігорович Полярус; 5 июля 1992, Александрия, Кировоградская область) — украинский футболист, полузащитник клуба «Урарту».

## Биография

### Клубная карьера
Воспитанник команды «Аметист» из Александрии. Первый тренер — Игорь Павлович Костыря. В детско-юношеской футбольной лиге Украины выступал с 2005 года по 2009 за «Александрию-Аметист». С 2009 года по 2010 год выступал за «Аметист» в чемпионате Кировоградской области. В октябре 2009 года провёл 3 матча в Кубке украинской лиги за «Александрию-2», которая в итоге, заняв 2 место в группе, снялась с соревнования.
В феврале 2011 года главный тренер «Александрии» Владимир Шаран взял Артёма на сбор в Турцию, а затем в Крым. В команде он взял себе 48 номер. 30 апреля 2011 года дебютировал в составе «Александрии» в Первой лиге Украины в домашнем матче против ивано-франковского «Прикарпатья» (3:0), Полярус вышел на 57 минуте вместо Михаила Козака, по ходу игры получил жёлтую карточку. Вторую и последнюю игру в этом сезоне он провёл 4 июня 2011 года в выездном матче против кировоградской «Звезды» (1:1), Полярус также вышел на замену вместо Михаила Козака. По итогам сезона 2010/11 «Александрия» стала победителем Первой лиги и вышла в Премьер-лигу.
После того как «Александрия» вышла в Премьер-лигу, Полярус стал выступать в молодёжном первенстве Украины. Дебютировав 29 июля 2011 года в домашнем матче против симферопольской «Таврии» (0:1), Артём Полярус отыграл весь поединок. В феврале 2012 года побывал на двух сборах в Турции. 9 марта 2012 года дебютировал в чемпионате Украины в выездном матче против киевской «Оболони» (1:1), главный тренер Леонид Буряк выпустил Артёма на поле в конце игры в добавленное время вместо Сергея Старенького. В мае 2012 года он сыграл ещё 2 игры против одесского «Черноморца» (в котором получил жёлтую карточку) и донецкого «Шахтёра».
В сезоне 2011/12 «Александрия» заняла последнее 16 место и вылетела обратно в Первую лигу. Полярус сыграл всего в 3 играх, в которых выходил под конец матча. Молодёжная команда «Александрии» также заняла последнее 16 место в своём турнире. Артём Полярус принял участие в 24 матчах, в которых забил 4 гола и получил 3 жёлтых карточки.
Перед началом нового сезона он взял себе 14 номер. После вылета команды в Первую лигу главный тренер Андрей Купцов начал чаще доверять ему место в составе команды. 22 августа 2012 года дебютировал в матче Кубка Украины, в 1/32 финала против свердловского «Шахтёра». На 23 минуте Полярус открыл счёт в игре, забив гол в ворота Романа Чумака. В итоге «Александрия» уступила в дополнительное время со счётом (2:1) и вылетела из турнира.
12 сентября 2012 года забил свой первый гол в Первой лиге в матче против «Сум» (2:0), он вышел на поле на 55 минуте вместо Антона Кичи, а на 74 минуте забил гол в ворота Николая Павленко. Следующий гол в этом сезоне он забил 24 ноября 2012 года в ворота «Николаева» (1:1). За что был включён сайтом Football.ua в символическую сборную 21 тура. После первого круга сезона 2012/13 он был признан лучшим игроком «Александрии» по версии болельщиков и включён в список лучших 33-х игроков Первой лиги по итогам первого круга сайтом Football.ua. Свой последний, третий гол в сезоне забил 7 мая 2013 года в ворота алчевской «Стали» (2:4).
В сезоне 2012/13 вместе с командой стал бронзовым призёром Первой лиги Украины, клуб уступил лишь алчевской «Стали» и «Севастополю». Полярус принял участие в 24 играх и забил 3 мяча.
В сезоне 2014/15 выступал в Первой лиге Украины за киевское «Динамо-2». В июне 2015 года вернулся в «Александрию». Перед сезоном 2019/20 перешёл в клуб российской ФНЛ «Химки». 3 марта 2022 года расторг контракт с грозненским «Ахматом».
15 марта 2022 года перешёл в польский клуб «Брук-Бет Термалика». Дебютировал за клуб также 15 марта 2022 года против варшавской «Легии». 
После ухода из клуба выступал за польский клуб «Заглембе» из Сосновца, 19 июня 2024 года стал игроком армянского клуба «Урарту».

### Карьера в сборной
В 2012 году дебютировал в молодёжной сборной Украины до 21 года. В 2013 году стал финалистом Кубка Содружества, который проходил в Санкт-Петербурге. Где был признан одним из лучших игроков.
| № | Дата            | Оппонент     | Счёт | Голы | Пасы | Карточки | Минуты    | Соревнование      |
| - | --------------- | ------------ | ---- | ---- | ---- | -------- | --------- | ----------------- |
| 1 | 12 октября 2012 | Дания        | 0:0  | —    | —    | —        | 69'( 69') | Товарищеский матч |
| 2 | 19 января 2013  | Литва        | 5:0  | 73′  | —    | —        | 19'( 71') | Товарищеский матч |
| 3 | 20 января 2013  | Молдова      | 2:0  | —    | —    | —        | 39'( 51') | Товарищеский матч |
| 4 | 22 января 2013  | Туркменистан | 5:0  | —    | —    | —        | 84'( 84') | Товарищеский матч |
| 5 | 23 января 2013  | Молдова      | 5:0  | —    | —    | —        | 23'( 67') | Товарищеский матч |
| 6 | 25 января 2013  | Литва        | 2:1  | —    | —    | —        | 1'( 89')  | Товарищеский матч |
| 7 | 27 января 2013  | Россия       | 2:4  | —    | —    | —        | 7'( 83')  | Товарищеский матч |

Итого: сыграно матчей: 7 / забито голов: 1; победы: 5, ничьи: 1, поражения: 1.

## Достижения
«Химки»
- Финалист Кубка России: 2019/20

«Александрия»
- Победитель Первой лиги Украины: 2010/11
- Бронзовый призёр Первой лиги Украины: 2012/13